# Kuden
Kuden er en by og kommune i det nordlige Tyskland, beliggende i Amt Burg-Sankt Michaelisdonn under Kreis Dithmarschen. Kreis Dithmarschen ligger i den sydvestlige del af delstaten Slesvig-Holsten.

## Geografi
Kuden er beliggende i den sydøstlige del af Dithmarschen nær Kielerkanalen ved vejen L 139 mellem Buchholz og Eddelak.

### Nabokommuner
Nabokommuner er (med uret fra nord) Quickborn og Buchholz (begge i Kreis Dithmarschen), Ecklak og Kudensee (begge i Kreis Steinburg) samt Averlak, Eddelak og Dingen (alle i Kreis Dithmarschen).